# Typhlodromus borealis
Typhlodromus borealis är en spindeldjursart som beskrevs av Ehara 1967. Typhlodromus borealis ingår i släktet Typhlodromus och familjen Phytoseiidae. Inga underarter finns listade i Catalogue of Life.